# Yōko Ishida

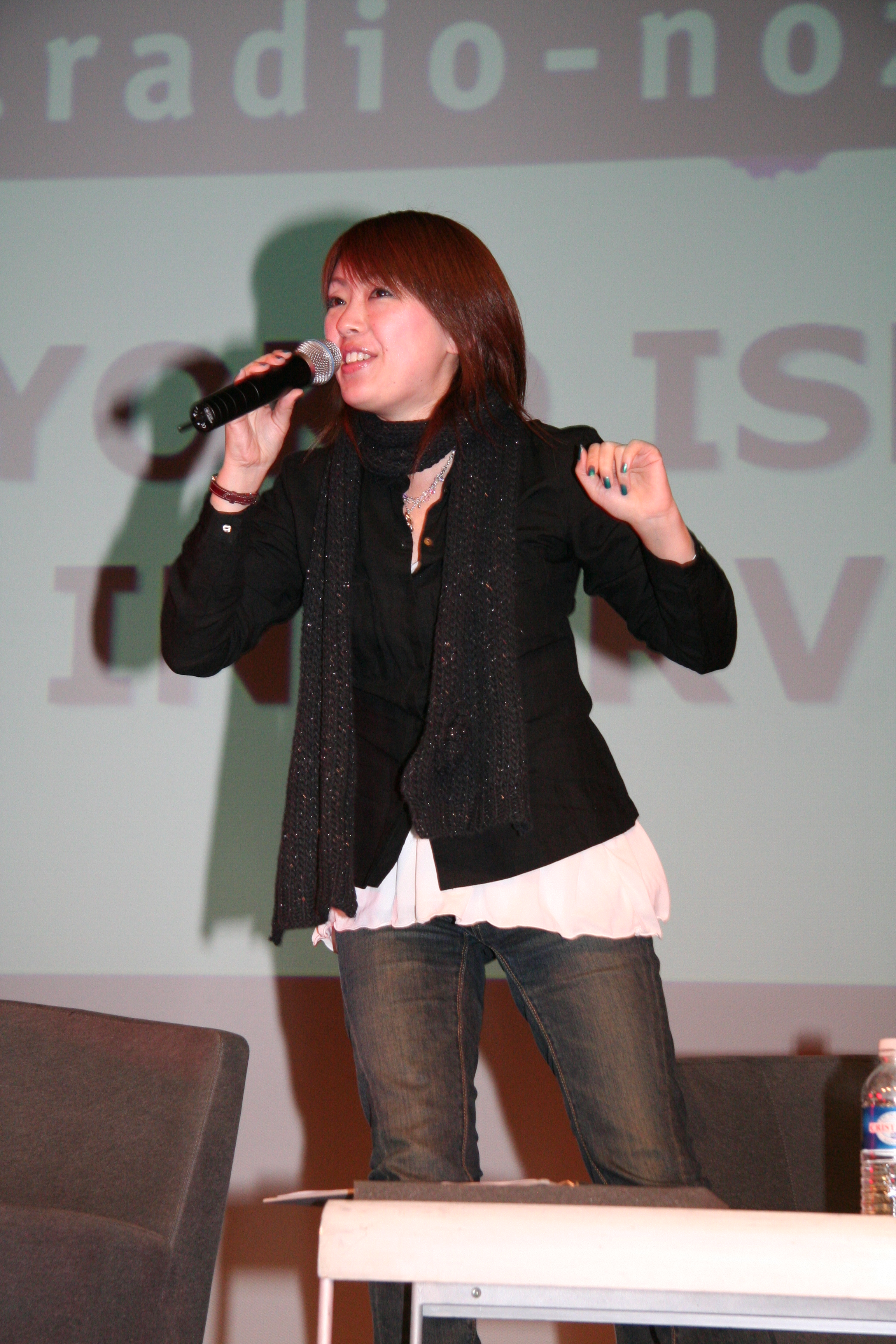
Yōko Ishida auf der Manga Expo 2007

Yōko Ishida (japanisch 石田 燿子, eigentlich: 石田 陽子 Ishida Yōko; * 7. Oktober 1973 in Niigata, Präfektur Niigata) ist eine japanische Sängerin, die bei Hyper Voice unter Vertrag steht. Sie ist bekannt für die Performance von Titelliedern für Animeserien wie Prétear, Ai yori Aoshi, Oh! My Goddess und Shakugan no Shana sowie für ihre Beiträge zur CD-Reihe Para Para Max.

## Leben
In die Unterhaltungsindustrie kam Yōko Ishida durch Gewinnen eines Wettbewerbes, in dem eine Sängerin für Anime-Lieder gesucht wurde. Ihr Debüt hatte sie 1993 mit dem Lied Otome no Policy, das als Abspannlied für die Anime-Serie Sailor Moon R diente. Zu dieser Zeit wurde ihr Name 石田よう子 geschrieben. Die Schreibweise wurde jedoch später in 石田陽子 geändert. Im Jahre 2003 änderte sie die Schreibweise erneut, diesmal in 石田燿子. Diese Schreibung verwendet sie bis heute. Alle Schreibweisen ihres Vornamens werden gleich (Yōko) ausgesprochen.
Neben Anime-Liedern sang Yoko Ishida auch Kinderlieder.

## Diskografie

### Alben
| Jahr | Titel                                                                          | Höchstplatzierung, Gesamtwochen, AuszeichnungChartsChartplatzierungen (Jahr, Titel, Platzierungen, Wochen, Auszeichnungen, Anmerkungen) | Anmerkungen                              |
| Jahr | Titel                                                                          | JP | Anmerkungen                              |
| ---- | ------------------------------------------------------------------------------ | --- | ---------------------------------------- |
| 2003 | Sweets                                                                         | JP45 (3 Wo.)JP | Erstveröffentlichung: 26. Februar 2003   |
| 2004 | Hyper Yocomix                                                                  | — | Erstveröffentlichung: 25. August 2004    |
| 2005 | All of Me                                                                      | — | Erstveröffentlichung: 9. März 2005       |
| 2006 | Hyper Yocomix 2                                                                | — | Erstveröffentlichung: 25. August 2006    |
| 2007 | Single Collection                                                              | — | Erstveröffentlichung: 21. September 2007 |
| 2008 | Hyper Yocomix 3                                                                | — | Erstveröffentlichung: 25. Juni 2008      |
| 2008 | Nana                                                                           | — | Erstveröffentlichung: 25. September 2008 |
| 2010 | Another Sky                                                                    | — | Erstveröffentlichung: 8. Dezember 2010   |
| 2013 | Happy For You ～20th Anniversary～                                             | — | Erstveröffentlichung: 25. September 2013 |
| 2015 | Rainbow Wonderland                                                             | — | Erstveröffentlichung: 2. Dezember 2015   |
| 2018 | Ishida 25th Anniversary & "World Witches" 10th Anniversary Edition "Soranouta" | — | Erstveröffentlichung: 19. Dezember 2018  |

### Singles
| Jahr | Titel Album                                                                     | Höchstplatzierung, Gesamtwochen, AuszeichnungChartsChartplatzierungen (Jahr, Titel, Album, Platzierungen, Wochen, Auszeichnungen, Anmerkungen) | Anmerkungen |
| Jahr | Titel Album                                                                     | JP | Anmerkungen |
| ---- | ------------------------------------------------------------------------------- | --- | --- |
| 1993 | 乙女のポリシー Otome no Policy –                                                | — | Erstveröffentlichung: 21. März 1993 Abspanntitel von Sailor Moon R |
| 1994 | やさしさの玉手箱 Yasashisa no Tamatebako –                                      | — | Erstveröffentlichung: 1. August 1994 |
| 1995 | ちょっぴりシェフきぶん Choppiri Chef Kibun –                                    | — | Erstveröffentlichung: 21. Juni 1995 |
| 1995 | ズッコケパラダイス Zukkoke Paradise –                                           | — | Erstveröffentlichung: 1. November 1995 |
| 2001 | Sugar Baby Love –                                                               | — | Erstveröffentlichung: 24. Oktober 2001 Opening von Chitchana Yukitsukai Sugar |
| 2002 | 永遠の花 Towa no Hana –                                                         | JP42 (4 Wo.)JP | Erstveröffentlichung: 24. April 2002 Opening von Ai yori Aoshi |
| 2002 | 言えないから Ienai Kara –                                                       | — | Erstveröffentlichung: 7. November 2002 B-Seite von Egao no Tensai der Puchi Puris; Apspanntitel von Puchi Puri Yucie                                                                              |
| 2003 | 真実の扉 Shinjitsu no Tobira –                                                  | — | Erstveröffentlichung: 26. Februar 2003 Opening von Gunparade March ~Atanaru Kōgun Uta~ |
| 2003 | 言えないから Ienai Kara –                                                       | JP37 (4 Wo.)JP | Erstveröffentlichung: 29. Oktober 2003 Opening von Ai yori Aoshi ~enishi~ |
| 2004 | 夏色のカケラ Natsuiro no Kakera –                                               | — | Erstveröffentlichung: 28. April 2004 B-Seite von metamorphose von Yōko Takahashi; Abspanntitel von Kono Minikuku mo Utsukushii Sekai                                                              |
| 2005 | Open Your Mind ～小さな羽根ひろげて～ Open Your Mind ~chiisana hane hirogete~ – | JP45 (4 Wo.)JP | Erstveröffentlichung: 26. Januar 2005 Opening von Oh! My Goddess |
| 2006 | 紅の静寂 Aka no Seijaku –                                                       | — | Erstveröffentlichung: 8. Februar 2006 2. Abspanntitel von Shakugan no Shana |
| 2006 | 幸せのいろ Shiawase no Iro –                                                    | JP49 (2 Wo.)JP | Erstveröffentlichung: 26. April 2006 Opening von Oh! My Goddess: Sorezore no Tsubasa |
| 2006 | Ashberry –                                                                      | — | Erstveröffentlichung: 29. September 2006 |
| 2008 | Strike Witches ~Watashi ni Dekiru Koto~ –                                       | — | Erstveröffentlichung: 20. August 2008 Opening von Strike Witches Anime Television Series |
| 2010 | Private Wing –                                                                  | — | Erstveröffentlichung: 17. März 2010 Opening von Strike Witches: Soukuu no Dengekisen – Shintaichou Funtou suru DS game und Strike Witches: Anata to Dekiru Koto – A Little Peaceful Days PS2 game |
| 2010 | Strike Witches 2 ~Egao no Mahou~ –                                              | JP18 (9 Wo.)JP | Erstveröffentlichung: 4. August 2010 Opening von Strike Witches 2 Anime Television Series |
| 2014 | Connect Link –                                                                  | JP44 (3 Wo.)JP | Erstveröffentlichung: 20. September 2014 Opening von The First Episode of the Strike Witches: Operation Victory Arrow OVA series, St. Trond’s Thunder                                             |
| 2014 | Colorful Box –                                                                  | — | Erstveröffentlichung: 26. November 2014 Opening von Shirobako Anime Television Series |
| 2016 | Brave Witches ~Ashita no Tsubatsa~ –                                            | — | Erstveröffentlichung: 5. Oktober 2016 Opening von Brave Witches Anime Television Series |